# Tvashtar Paterae

Animação de Tvashtar pela sonda espacial New Horizons

Tvashtar é um vulcão situado em Io, um dos satélites de Júpiter. Em março de 2007, a sonda espacial New Horizons da NASA detectou uma erupção que deixou um rastro gasoso de 290 quilômetros de altura sobre o vulcão.